# 韦尔库拉戈
韦尔库拉戈（義大利語：Vercurago），是意大利莱科省的一个市镇。总面积2平方公里，人口2872人，人口密度1436.0人/平方公里（2009年）。国家统计（ISTAT）代码为097086。